# Atli Barkarson
Atli Barkarson (Reikiavik, 19 de marzo de 2001) es un futbolista islandés que juega en la demarcación de defensa para el SV Zulte Waregem de la Primera División de Bélgica.

## Selección nacional
Tras jugar en la selección de fútbol sub-16 de Islandia, la sub-17, la sub-18, la sub-19 y en la sub-21, finalmente el 12 de enero de 2021 hizo su debut con la selección absoluta en un encuentro amistoso contra Uganda que finalizó con un resultado de empate a uno tras los goles de Jón Böðvarsson y Patrick Kaddu.

## Clubes
| Club                     | País      | Año       | Partidos | Goles |
| ------------------------ | --------- | --------- | -------- | ----- |
| Íþróttafélagið Völsungur | Islandia  | 2017      | 7        | 2     |
| Fredrikstad FK           | Noruega   | 2019      | 3        | 0     |
| Víkingur Reykjavík       | Islandia  | 2020-2021 | 44       | 1     |
| SønderjyskE              | Dinamarca | 2022-2024 | 61       | 2     |
| SV Zulte Waregem         | Bélgica   | 2024-     | 23       | 1     |

## Palmarés

### Campeonatos nacionales
| Título            | Club               | País     | Año  |
| ----------------- | ------------------ | -------- | ---- |
| Úrvalsdeild Karla | Víkingur Reykjavík | Islandia | 2021 |
| Copa de Islandia  | Víkingur Reykjavík | Islandia | 2021 |